# Daniela Castillo (álbum)
Daniela Castillo es el álbum de estudio debut de la cantante chilena Daniela Castillo, lanzado en noviembre del 2003. Debuta en el puesto N.º 2 de los álbumes más vendidos en Chile, sólo en la primera semana logra la certificación de disco de oro, en total logra ganar triple disco de oro y doble disco de platino por ventas en Chile.
Tú Volverás es una versión de la canción del mismo nombre de la cantante española Tessa, mientras que Quiero Ser Tú fue grabada y compuesta por Vega, y Trampa de Cristal es de la cantante Nika, todas de la segunda edición de Operación Triunfo en España.

## Lista De Canciones
- 01.- Tú Volverás
- 02.- Quiero Ser Tú
- 03.- Trampa De Cristal
- 04.- Encontrarás
- 05.- Dueña De Mi Corazón
- 06.- Volver A Respirar
- 07.- No Intentes Herirme
- 08.- Por Muchas Lunas Llenas
- 09.- Amigos O Qué
- 10.- Una Canción De Amor

### Sencillos oficiales
| Año  | Canción               | Máxima posición |
| Año  | Canción               | CHL             |
| ---- | --------------------- | --------------- |
| 2003 | "Tú Volverás"         | 9               |
| 2004 | "Trampa De Cristal"   | 4               |
| 2004 | "Encontrarás"         | 15              |
| 2005 | "Dueña De Mi Corazón" | 24              |

### Sencillos no oficiales
| Año  | Canción                   | Máxima posición |
| Año  | Canción                   | CHL             |
| ---- | ------------------------- | --------------- |
| 2005 | "Volver A Respirar"       | 21              |
| 2006 | "No Intentes Herirme"     | 67              |
| 2006 | "Por muchas lunas llenas" | --              |